# Травотолоки

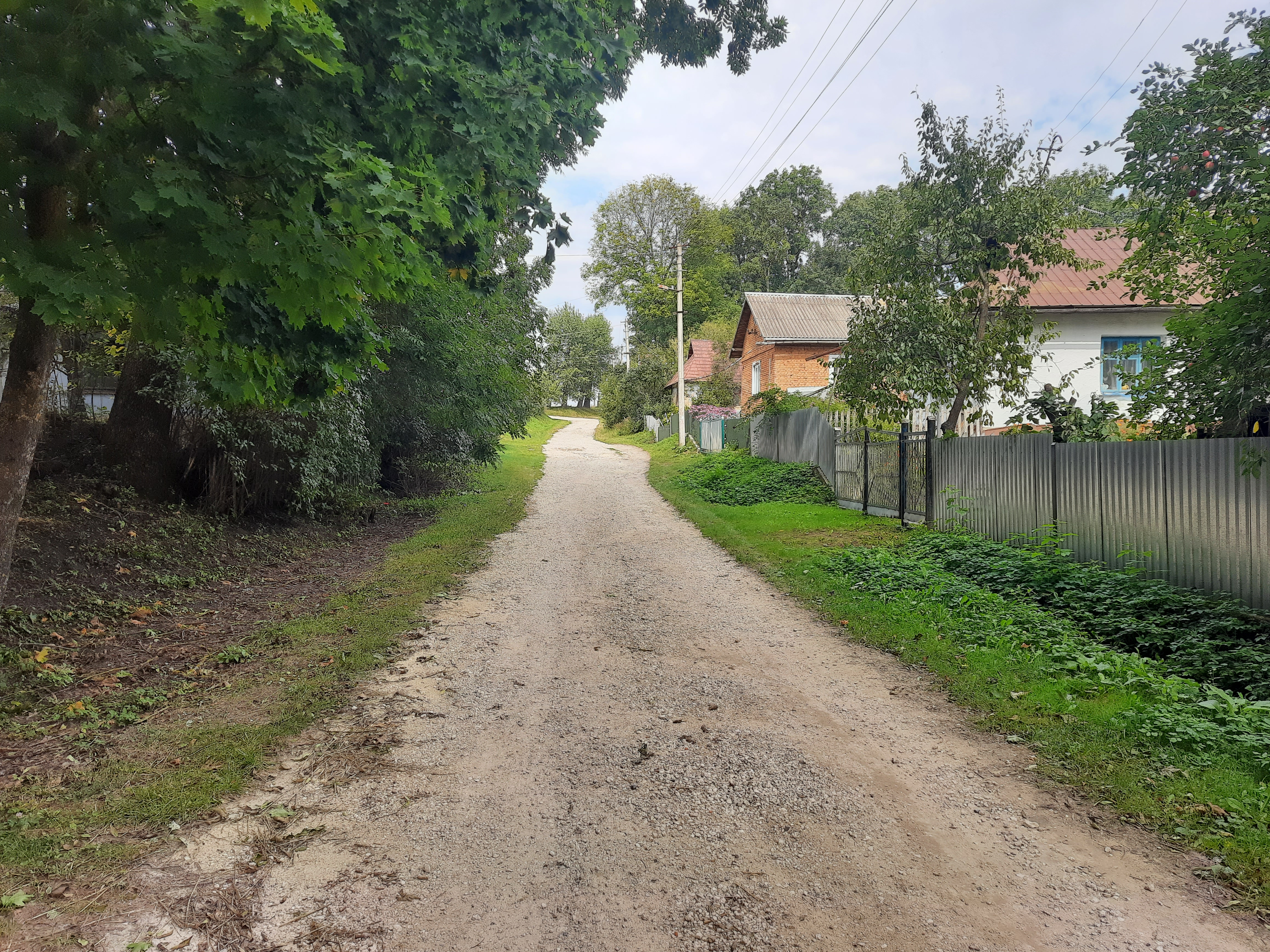
Сільська вулиця

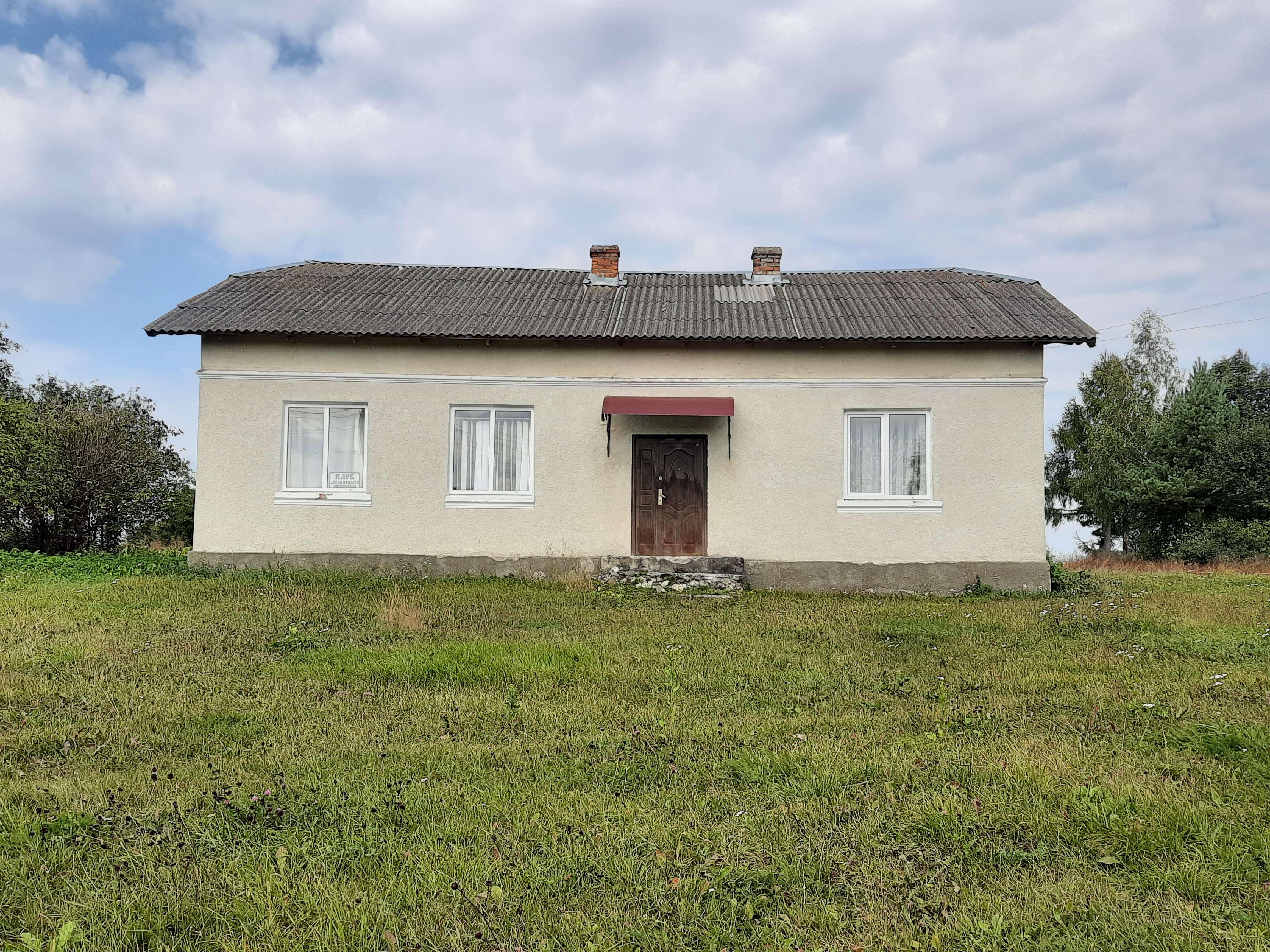
Клуб

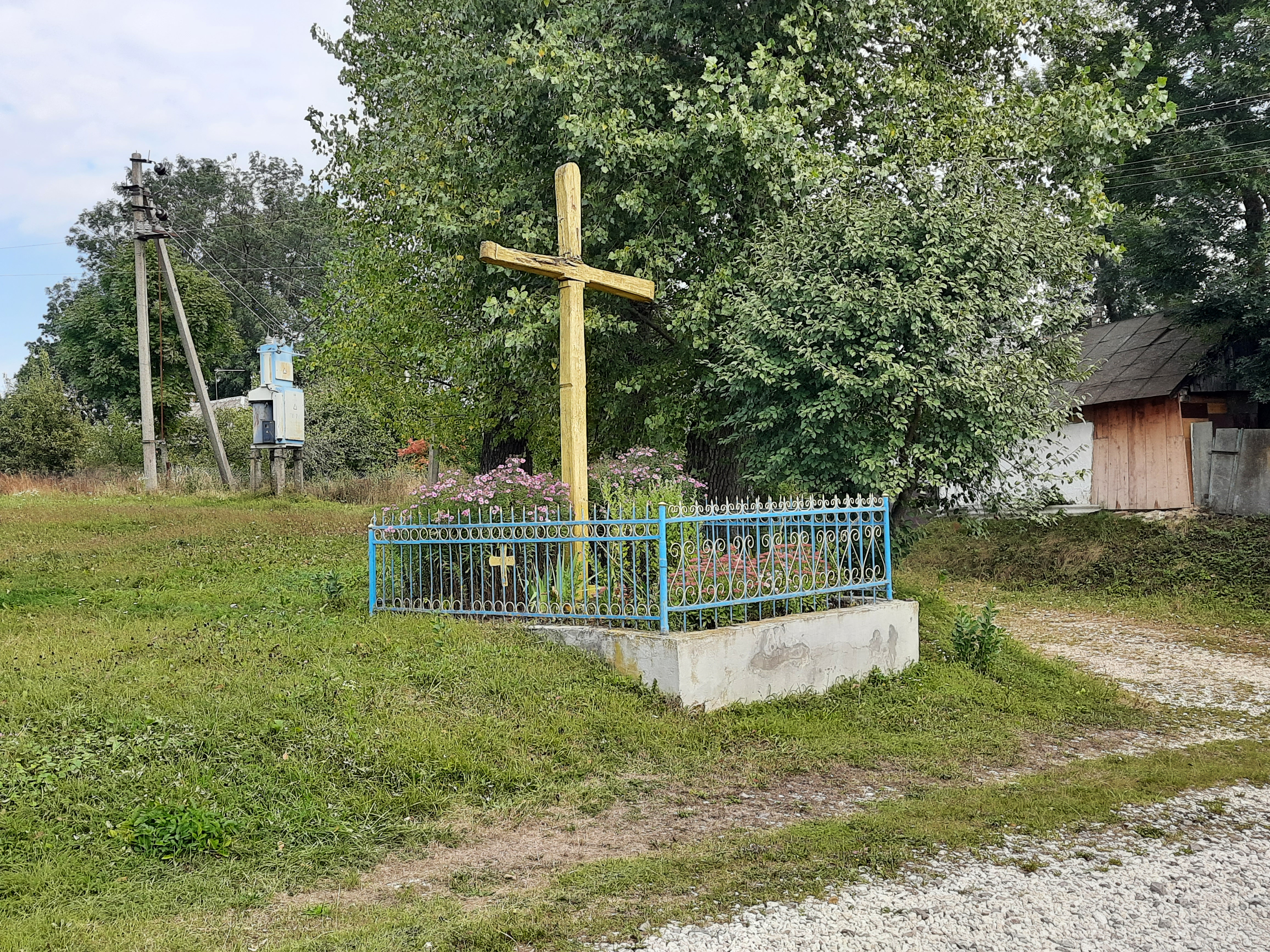
Пам'ятний хрест

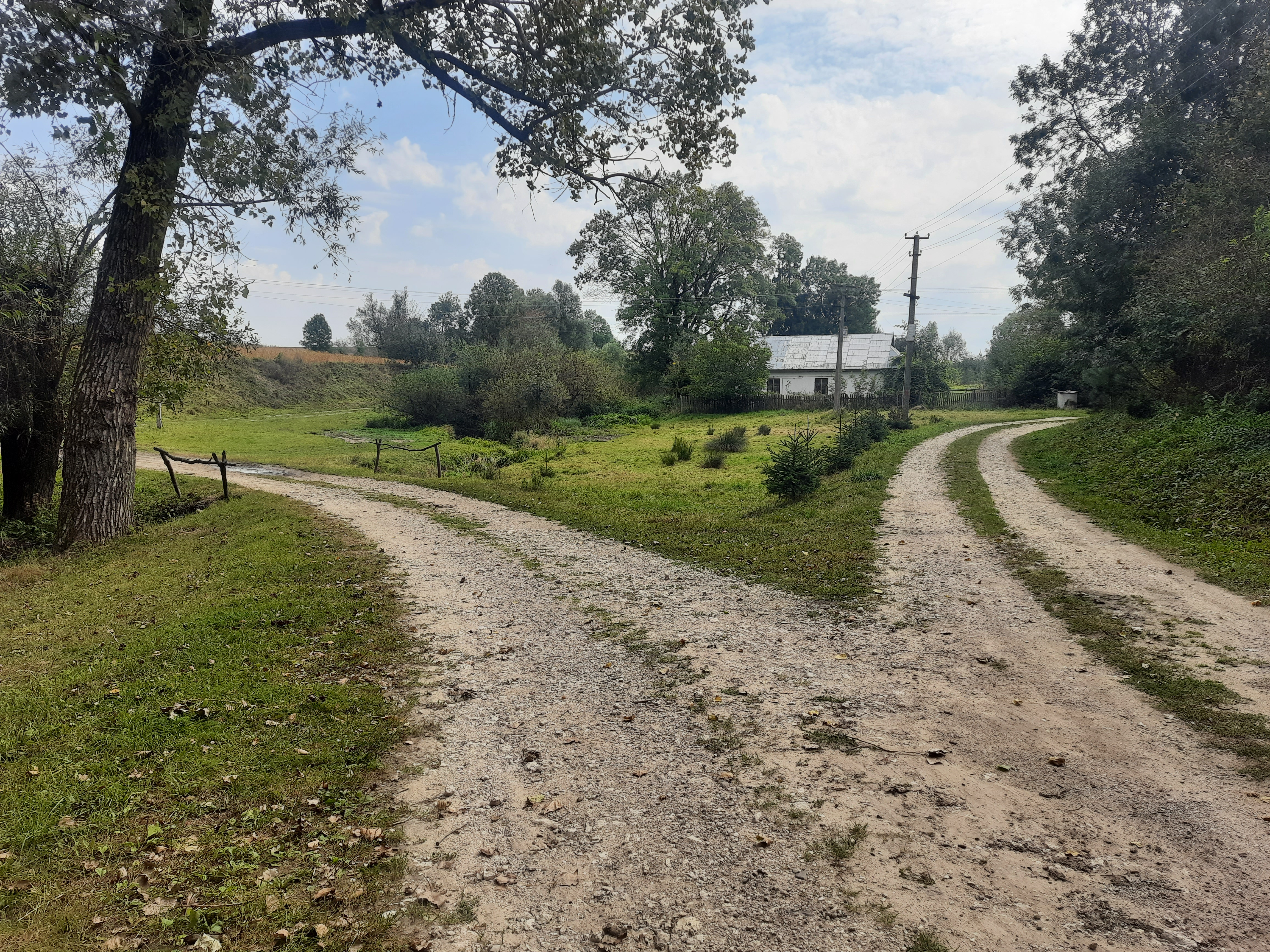
Сільський пейзаж

Травотоло́ки — село в Україні, у Зборівській міській громаді Тернопільського району Тернопільської області. Раніше у підпорядкуванні Зарудянській сільській раді. (2016)
Розташоване в західній частині Тернопільського  району за 7 км від центру громади. Через село протікає одна з приток р. Мала Стрипа, що впадає в неї в с. Заруддя.
Населення — 107 осіб (2007).

## Історія
Перша писемна згадка — 1570.
За легендою, на місці села відбувся великий бій з татарами під час якого столочили усю траву. В пам'ять про це нові поселенці назвали село Травотолоки.
Травотолоки (Травтолоки) складний топонім від місцини, двох долин зі степовою травою і «толоки» — місце травою і «толоки» — місце випасу худоби над болотистим потічком. В селі бере початок невеличка річка «Омелівка» і впадає в Зарудді в притоку Стрипи.
Населення:
- 1880 — 580 жителів, в тому числі 509 греко-католиків, 59 римо-католиків, 12 євреїв (спільно з Лавриківцями)
- 1908 — 312 греко-католиків, 2 римо-католики, 4 євреї.
- 2007 — 43 двори та 107 жителів

Мешканці села займалися і займаються сільським господарством.
Перша згадка про Травотолоки датується кінця XVI ст. Травотолоки невелике село і в давнину разом із селами Лавриківці і Заруддя творили одну громаду.
У цей час Галичина була під владою Польщі. Жителі села Травотолок займалися сільським господарством. У 1705 році шведський король Карл ХІІ розпочав війну з Польщею. У цій боротьбі були спалені Поморяни, пограбовані села Жабиня, Кальне, Травотолоки.
Після 1712 р. настали мирні часи, але збільшуються панщизняні повинності, податки, моральне приниження селян.
Відбудовуються Поморяни, Зборів, Золочів. Для різних своїх потреб селяни Травотолок використовують зростаючу торгівлю цих близьких міст (продають раз в тиждень на ярмарках зерно, тварин, воли, птицю, городину).
До середини 16 ст. у селах нашого краю переважали селяни — кметі, які мали змогу вільно господарювати. Розгортання згодом панщинно — фільваркової господарки позбавило багатьох селян права на землю, а призвело до збільшення їх обов'язкової панщизняної повинності, поступової втрати їх громадянських прав аж до морального приниження, безграмотності і тяжкої безплатної праці. Селяни Травотолок своїми кіньми і знаряддям праці відробляли панщину у сусідньому фільварку Заруддя. Спочатку відробляли панщину 9 днів на рік, а додатково у липні — серпні — на жнивах: возили снопи 2 — 3 дні, молотили; а згодом — один день щотижня на різних роботах у дворі, на панських ланах, на сіножатях.
Панщизняні селяни виплачували річні податки до двору пана: від одного шнура поля / пів гектара платили 10 грошей, від 10 вуликів давали щорічний пожиток з одного вулика, а від кожного вулика — 6 грошей; мельники платили 20 — 25 злотих, а ще були податки димове (від одного мешканця) дорожнє, хвостове (від кількості тварин) та ін.
Не легким було життя військовослужбовців. В армії доводилось служити 10 — 12 років.
Житель села Травотолоки Романів Іван (прозивали його довгий Іван, бо був високого росту прослужив 12 р. і повернувся після скасування панщини 1848 р).
За зароблені гроші купив воли і почав орати панську землю скільки йому було потрібно і ніхто нічого не казав. Одружився і став заможним господарем.
Не обмануло Травотолок і напади татар. Вони грабували все, забирали коней, корови, вівці, нищили пасіки. Напад на село татар це було страшне лихо. Можна дивуватися як при таких масових знущаннях народ оживав. Люди одружувалися, ростили дітей, відновлювали, або будували святині, зберігали обряди, чудову рідну українську мову, пісню, музику, зберігали історичну пам'ять у насипах могил, поставлених хрестах.
Такий хрест поставлений в Травотолоках в честь скасування панщини.
У 1880 р в селі було 97 будинків. Перший номер був жителя Крука.
У 1908 році війтом села Травотолоки був Сидій Пилип і під його керівництвом в цьому ж році була побудована кам'яна греко-католицька церква Святої Покрови. Парохом церкви був отець Антін Сосенко. Парафія завжди була дочірньою до Заруддянської. Діти навчалися в спільній із Заруддя школі.
На цей період часу в селі проживало 312 греко-католиків, 2 — римо-католики і 4 євреї. Тоді була одно класова школа спільно з Заруддям з українською мовою навчання.
У селян було 702 морги орної землі, луків і огородів 61 морг, пасовиськ 2 моргів.
Недовго селянам жилось спокійно. У 1914 р. почалась Перша Світова війна Австрія оголосила 24 липня війну Росії, а 28-го напала на Сербію. Згодом у світову війну були втягнуті 48 країн.
24 серпня частини російської армії через Зборів прямували «гостинцем» на Поморяни.
По дорозі заїхали до Травотолок забрали від людей коні, фураж, харчі, а також «почистили» фільварки у Годові і на Омелівці. У складі австрійської армії на території Бережанщини, Козівщини і Зборівщини воювали у 1915—1917 р. проти російських військ Українські Січові Стрільці.
В цій боротьбі брали участь жителі с. Травотолоки це: Романів Микола Іванович, Романів Андрій Іванович, Романів Павло Іванович, Романів Яким Андрійович, Романів Йосип Дмитрович, Гнідий Гнат Семенович.
Не повернулися з війни брати Романів Микола Іванович і Романів Андрій Іванович.
Живими повернулися з війни 1919—1920 р. до рідного села і поховані на цвинтарі Травотолок після старості літ.
В цій війні зовсім були знищені Зборів, Присівці, Озерянка. Жителів с. Травотолоки евакуювали до Жашкова Львівської області.
Повернулись до села, яке було майже все спалене.
Знов довелось селянам тяжко працювати, щоб відбудувати зруйноване село. Вони стали наполегливо обробляти свої землі і з часом стають заможними господарями.
Найзаможнішими в селі були: Романів Дмитро, який у своєму користуванні мав — 150 моргів, Романів Роман — 120 моргів. Свідоміші селяни були зацікавлені, щоб одержувати кращі врожаї. Тоді під керівництвом Романів Дмитро Андрійович 1923 року був організований гурток «Хліборобський вишкіл» до якого входили селяни Травотолок, Лавриківців, Озерянки, Заруддя. Зі Львова приїжджали спеціалісти, які давали різні поради.
Були створені дослідні ділянки на яких отримували високі врожаї.
Селяни 1924 року створили «Просвіту». Засновниками «Просвіти» були: Романів Гнат Миколайович, Табала Олекса Тимкович, Романів Яким Андрійович, Романів Павло Іванович, Шперналь Іван Миколайович. За зібрані гроші привозили літературу зі Львова.
В селі також працював драматичний гурток — керівник Пальцан Василь.
Церковний хор — Манацкий з Озерянки.
В 1930-х роках школа вже була в Травотолоках. Тут навчалось 68 дітей. Вона була однокласовою з українською мовою навчання. Парафією на той час опікувався о. Василь Демкович.
15 березня 1923 р. Рада Амбасадорів безпідставно передала Галичину Польщі під умовою, що Польща дасть українцям широку автономію, дасть умови заснувати український університет у Львові. Але Польща не виконала своїх зобов'язань. Навпаки вона повела проти українців антигуманні злочинні заходи.
Польща продовжувала поневолювати українців Галичини. За підписами своїх президентів видавали свої державні закони.
1926 р. — про переведення українських шкіл на навчання польською мовою. Це викликало незадоволення українських селян і вони починають виступати проти таких законів. Найбільш загальні і масові погроми провела Польща в Галичині за допомогою карних військових загонів і поліції під назвою «пацифікації» від 16 вересня до 30 листопада 1930 та восени 1938 р.
Захопила пацифікація і село Травотолоки — карали нагайками «просвітанців».
Для боротьби проти гнобителів в селі Травотолоки була створена 1929 р. організація УВО, а з 1930 р. — ОУН, в яку входило 39 чол. Вся молодіж була охоплена. В 1938 р. війтом села був поляк Озядек Юзек.
1 вересня 1939 р. нацистська Німеччина розпочала війну проти Польщі.
Німецькі літаки бомбили Зборів і залізничну станцію Млинівці. Після обіду до Травотолок прибули польські поліцейські сили і почали мобілізувати чоловіків на війну, в першу чергу тих хто служив перед тим у війську.
Зразу були забрані: Чорнописький Юрко, Гнідий Микола, Гнідий Іван, Романів Василь, романів Михайло, Романів Микола, Кимський Василь, Романів Павло, Романів Петро.
Сидій Микола, Кимський Василь і Гнідий Іван попали в німецький полон і повернулися додому 1942 р. Всі залишилися живими.
В перші два дні поляки від господарів забрвли фураж для коней і відправляли до Млиновець. Польська армія одразу зазнала поразки і почала в паніці відступати.
У Зборові і в кількох селах на Травотолоках, щоб забезпечити спокій і припинити грабіжництво організувалася група сільської самооборони.
Саме уродженці Травотолок брали участь у нападі на польську військову частину в м. Зборові 17.09.1939 року. Майже всі вони загинули.
Зокрема, у сутичці з поляками впали: Кимський Іван Онуфрейович, Кимський Федір Онуфрійович, Михайлинин Мокола Васильович, Романів Микола Федорович. Похоронені на цвинтарі в братській могилі.
Моторизовані частини радянської армії 17 вересня на танках перейшли Збруч надвечір, 18 вересня вступили до Зборова, а 19 вересня без боїв були в Травотолоках.
Прийшла нова влада.
Головою Травотолоцької сільради знову стає Романів Яким Андрійович, секретарем Романів Михайло Прокопович.
У 1940 — 41р. почалися арешти молоді та культурних працівників у Зборові і селах Зборівщини.
В Травотолоках 1941 р. був арештований Сукмановський Гнат Федорович, котрий загинув в Тернопільській тюрмі.
22 червня 1941 р. гітлерівська Німеччина пішла війною на Радянський Союз.
30 червня 1941 р. в урочистих зборах проголошено Акт відновлення української держави у Львові. На цих зборах брав участь член обласного проводу ОУН села Травотолоки Романів Андрій Якимович. В цей час війтом села Табала Олекса Тимкович.
У 1942 р. від селян німці забирали зерно, корови, свині, кури, молоко. Все насильно забирали так що в 1943 р це привело до голоду. 19 травня 1944 р. німецькі солдати зробили в Травотолоках повірну «облаву» і забирали насильно дорослих чоловіків з 1912—1924 р. і вивезли їх силою до Німеччини це: Романів Петро Омелянович, Романів Йосип, Романів Дмитро, Романів Василь, Стукало Іван, Шаринський Стефан, Гнідий Петро, Романів Микола, Романів Володимир Якимович, Романів Петро Прокопович, Бартош Ярослав.
По дорозі вдалося втекти: Романів Петру Омеляновичу, Романів Володимиру Якимовичу, Романів Петру Прокоповичу.
Перший Український фронт 16 березня 1944 р. звільнив Тернопіль від нацистської Німеччини, а 22 липня 1944 р. досвітком було звільнено с. Травотолоки. Після звільнення Травотолок головою сільради знов стає Романів Яким Андрійович. Селяни спокійно почали працювати на своїй землі. Але спокій не тривав довго. Тривога залягла в душах населення. Знову заповнювалися тюрми. Над рідними околицями нависла чорна хмара вже відомого московсько — більшовицького режиму. Краяни шукали порятунку в непокорі, навіть у збройній. У такій ситуації єдиними їх оборонцями була Українська Повстанська Армія, яка мала певний вишкіл боротьби з нацистськими окупантами.
В роки другої світової війни в лавах ОУН та УПА боролось 22 вихідці із села. Серед них — Петро Омелянович Романів («Мур», 1921—1945), в 1939-41 — повітовий провідник Юнацтва ОУН, в 1941—1944 — повітовий організаційний референт, весна 1944 — липень 1945 — повітовий провідник ОУН Зборівщини, з липня 1945 року разом з повітовим активом відправлений в центральну Тернопільщину, де загинув разом з 5-а побратимами 7.08.1945 року в криївці в Струсівському лісі на Теребовлянщині; Петро Прокопович Романів («Семен», «Корч», 1918—1945), районний, а згодом і повітовий військовий референт, загинув разом з другом «Муром»; Ярослав Чорний («Славко»), особистий писар провідника «Мура», під час бою 7.08.1945 року попав в полон, засуджений до 15 років каторжних робіт та 5 років позбавлення прав, зараз проживає в с. Лавриківці; Андрій Романів (1921—1941), член обласного проводу ОУН, учасник зборів 30 червня 1941 року у Львові, на яких було проголошено Акт відновлення Української держави; Ганна Романів, заступник районового провідника ОУН з питань Юнацтва, зв'язкова Крайового Проводу ОУН, медсестра, засуджена в 1949 році до 25 років таборів; Петро Табала (1925—1944), районовий провідник Юнацтва ОУН; Іван Сидій («Скоропуд», 1923—1945), закінчив старшинську школу «Олені І», чотовий УПА; Іван Микитишин («Івась», 1923—1945), станичний села; Микола Романів, станичний села, заарештований в 1946 році та засуджений до 15 років каторжних робіт; Федір Шперналь («Шарий», «Федь», 1923—1949), бойовик районної боївки СБ провідника «Топора».
В Травотолоках 26 серпня 1953 року відбувся останній бій збройного підпілля ОУН в Зборівському районі, в якому загинув «Байда», провідник боївки на Заліссі в Конюхах.
Крім вищезгаданих, в селі Травотолоки в лавах ОУН-УПА були:
- Романів (Сидій) Марія Йосипівна,
- Романів Гнат Танасович
- Романів Андрій Якимович
- Романів Максим Федорович
- Самборський Тимко
- Сидій Павло Максимович
- Табала Ганна Павлівна
- Чорній Ярослав Мафтейович
- Шперналь Федір Васильович
- Бартош Ярослав Іванович

Також були членами Юнацтва ОУН з 14 жовтня 1941р були:
- Микитишин Михайло Павлович
- Романів Іван Прокопович
- Романів Володимир Якимович
- Чорний Володимир Мафтейович
- Пальцан Павло Петрович.
- Романів Володимир Якимович був станичним і зв'язковим Мура і Кия.

З 1941—1944 р. в хаті Романів Максима Федоровича зустрічалися і проводили збори підпільників під керівництвом повітового керівника Романів Петра Омеляновича (Мура).
В боротьбі за волю України загинули:
- Табала Петро Павлович
- Романів Андрій Якимович
- Микитишин Іван Павлович
- Романів Петро Омелянович
- Шпеналь Федір Васильович

Зникли безвісти: Романів Петро Прокопович, Сидій Павло Максимович, Сидій Іван Михайлович.
Були арештовані і заслані в Сибір на каторжні тюремні роботи:
- Романів Микола Іванович
- Романів Гнат Танасович
- Пацан Павло Петрович
- Романів Іван Прокопович
- Табала Ганна Павлівна
- Чорний Ярослав Мафтейович
- Романів Ганна Йосипівна
- Романів(Сидій) Марія Йосипівна
- Самборська Ганна Тимківна

Вивезені на Сибір 15.х — 1947 р :
- Микитишин Павло з родиною
- Пальцан Петро з родиною
- Романів Максим
- Романів Олена
- Романів Ксенія Іванівна
- Бартош Іван Тимкович
- Бартош Юлія Максимівна

Вивезені в Сибір 20.05-1941 р.
- Сидій Марія Прокопівна
- Сидій Мирослава Павлівна
- Сидій Мирон Павлович (4 роки і 7 місяців)

Загинули в Сибіру:
- Сидій Марія Прокопівна (весною 1943 р. від голоду)
- Микитишин Павло Кирилович
- Романів Максим Федорович

- На цвинтарі спочиває Іван Огірко

Після смерті Сталіна всі ув'язнені були звільнені і відправлені додому.
23 жовтня 1949 р. в селі Травотолоки було організовано колгосп ім. Зої Космодем'янської. Головою стає Романів Дмитро Андрійович.
Контора колгоспу була в хаті Бартош Івана Тимковича. Бухгалтером — Романів Микола Климович.
До колгоспу від селян позабирали коні, вози, борони, плуги, а також розбирали стодоли і звозили на колгоспний двір.
1951 р. головою колгоспу став Сидій Дмитро Якимович, бухгалтером — Романів Василь Тимкович.
В 1952 р. колгосп ім. Зої Космодем'янської приєднали до колгоспу ім. Кутузова в с. Заруддя.
Головами цього колгоспу були:
- Горштейн Марк Мойсейович,
- Грущенко Прокіп Федорович,
- Карплюк Іван Дем'янович,
- Дідушок Богдан Андрійович.

Бухгалтерами були:
- Семенина Павло Миколайович,
- Пателюк Михайло Іванович.

Бригадирами с. Травотолок були:
- Романів Дмитро Андрійович,
- Сидій Василь Кіндратович,
- Подоляк Михайло Максимович,
- Романів Петро Павлович,
- Романів Іван Григорович.

Трактористи:
- Будний Володимир Онуфрійович,
- Романів Михайло Йосипович,
- Романів Василь Федорович

Комбайнери:
- Галела Антон Юркович,
- Чорний Омелян Мафтейович.

Ланкова по вирощувані цукрових буряків: Будна Євгенія Онуфріївна — нагороджена Орденом Трудового Червоного Прапора за високі врожаї.
В селі була початкова школа де працювали вчителі: Романів Юлія Якимівна, Смаль Гніда Тетяна Максимівна, Огірко Василь Іванович.
В селі 1968 р. в Травотолоках закрили школу і учні перейшли до Заруддянської середньої школи.
Зі встановленням радянської влади село увійшло до складу Заруддянської сільської ради, землі — до Заруддянського колгоспу. Травотолоки поступово занепадали, населення зменшувалось.
У 2007 р. учнів шкільного віку с. Травотолоки, які навчаються в Зарудді є 13 (1 — 11 кл.).
Першими в Травотолках закінчили середню, а потім вищу освіту: Романів Леся Володимирівна — банкір.(вища), Романів Ганна Федорівна (середня), Романів Юлія Якимівна (середня), Гудима Галина Петрівна (середня).
Вищу освіту: Гудима Ганна Петрівна (вчитель), Гудима Василь Петрович — економіст, Романів Омелян Павлович — вчитель, Романів Ганна Павлівна — лікар, Романів Орест Михайлович 1943 р.н., лікар-онколог.
Романів Мирон Миколайович — (полковник танкових військ),
- Демчишин Омелян Іванович — вчений у галузі фізико — математичних дисциплін, кандидат наук (1993) доцент 1998, викладач.

З 1998 р. — доцент кафедри загальноекономічних дисциплін Тернопільського інституту економіки і підприємництва, викладач вищої математики для економістів. Зав — кафедри. Автор книжки: Вища математика для економістів Основи математичного аналізу.
Село Травотолоки газифіковане, проведене світло ще в 1968 р. В селі 33 жилих будинків, 89 жителів. В 1998 році колгоспники села Травотолоки одержали земельні паї по 3 га, які віддали в оренду орендаторам Глинському і Костюку (с. Жабиня). Самі обробляють присадибні ділянки. У наш час[коли?] церква Святої Богородиці, священник Дудкевич Павло Йосипович.
Сьогодні — це невелике село. Більшість населення — пенсіонери.
В Травотолоках є дві символічні могили «Борцям за волю України» — одна в центрі села, друга на цвинтарі.
На честь скасування панщини 1848 року мешканці села поставили фігуру, яка збереглася до сьогодні.
З об'єктів соціально-культурної сфери є лише клуб, споруджений С. К. Романів, жителька с. Травотолоки
В. І. Гусак, Заруддянський сільський голова
- За матеріалами книги «Зборівщина: історія і сьогодення: Історико-краєзнавчий нарис» / укл. М. Б. Бігус. — Тернопіль: Воля, 2008. — 480.

12 червня 2020 року, відповідно до розпорядження Кабінету Міністрів України № 724-р «Про визначення адміністративних центрів та затвердження територій територіальних громад Тернопільської області» увійшло до складу Зборівської міської громади.
19 липня 2020 року, в результаті адміністративно-територіальної реформи та ліквідації Зборівського району, село увійшло до складу Тернопільського району.

## Пам'ятки
Є церква Покрови Пресвятої Богородиці (1909, мурована пцу)
Встановлено пам'ятні хрести на честь скасування панщини і незалежності України.

## Соціальна сфера
- Діє клуб.